# 锤骟
锤骟法，通常指一种对于雄性动物进行阉割方式，即隔着雄性动物的阴囊，用重物（比如一把锤子或者是一根木棍），用力击打动物的睾丸，从而击碎、破坏其睾丸，以达到对雄性动物去势的目的。由于手术过程会伴有很大的痛苦，所以是一种非常不人道的手段。
还有一种说法则称，锤骟法是要求受术者侧卧，把两腿用绳索固定，身体水平，将两个睾丸拉到最远处，在阴囊颈部用布条或者大绷带扎紧，下面用木墩垫实，用鐵鎚由轻到重锤打阴囊颈部，至使精索被完全锤劈，这样即达到了锤骟的目的。